# Nislevgård
Nislevgård nævnes første gang i 1588 og var en avlsgård under Ravnholt Gods fra 1752 til 1925. Gården ligger i Otterup Sogn, Lunde Herred (Odense Amt), Otterup Kommune . Hovedbygningen er opført i 1895. Nislevgård er i dag efterskole.

## Ejere af Nislevgård
- (1581-1588) Kronen
- (1588-1610) Hans Mule
- (1610-1630) Breide Rantzau
- (1630-1658) Slægten Rantzau
- (1658-1678) Hans Johansen Lindenov
- (1678) Mette Hansdatter Lindenov gift (1) Urne (2) Sehestedt
- (1678-1699) Christoffer Caisen Sehestedt
- (1699-1740) Christian Christoffersen Sehestedt
- (1740-1754) Charlotte Amalie Frederiksdatter von Gersdorff gift Sehestedt
- (1754-1757) Sophie Hedevig Christiansdatter Friis gift Juul
- (1757-1766) Ove Juul nr1
- (1766-1788) Christian Sehestedt Juul nr1
- (1788-1815) Ove Christen Sehestedt Juul nr1
- (1815-1861) Christian Sehestedt Juul nr2
- (1861-1882) Ove Sehestedt Juul nr2
- (1882-1925) Christian Ove Sehestedt Juul nr3
- (1925-1926) Statens Jordlovsudvalg
- (1926-1980) Spædbørnshjemmet Nislevgård
- (1980-) Nislevgård Efterskole

## Ekstern henvisninger
- Nislevgård Efterskole